# Bagreanka, Kărdjali
Bagreanka (în bulgară Багрянка) este un sat în comuna Momcilgrad, regiunea Kărdjali,  Bulgaria. 

## Demografie
Componența etnică a satului Bagreanka
     Nicio identificare (22,32%)
     Romi (32,07%)
     Turci (45,59%)
     Bulgari (0%)
La recensământul din 2011, populația satului Bagreanka era de 318 locuitori. Nu există o etnie majoritară, locuitorii fiind turci (45,59%) și romi (32,07%). Pentru 22,32% din locuitori nu este cunoscută apartenența etnică.